# Avicennit
Avicennit ist ein sehr selten vorkommendes Mineral aus der Mineralklasse der „Oxide und Hydroxide“ mit der chemischen Zusammensetzung Tl2O3 und damit chemisch gesehen Thallium(III)-oxid.
Avicennit kristallisiert im kubischen Kristallsystem und entwickelt bis zu einen Millimeter große, teilweise oktaedrische Kristalle mit einem metallischen Glanz auf den Oberflächen. Oft findet er sich auch in Form poröser Körner und krustiger Überzüge auf Carlinit. Das Mineral ist in jeder Form undurchsichtig (opak) und von grauschwarzer Farbe mit bräunlichschwarzer Tönung. Im Auflicht erscheint Avicennit dagegen eher hell- bis mittelgrau. Seine Strichfarbe ist jedoch ähnlich seiner Körperfarbe von bräunlich getöntem Grauschwarz bis Schwarz.

## Etymologie und Geschichte

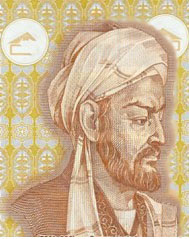
Namensgeber Avicenna

Entdeckt wurde Avicennit erstmals in Mineralproben aus der Umgebung des Dorfes Dschusumli (englisch Dzhuzumli, russisch Джузумли) im Sirabulak-Gebirge (russisch Зирабулак) in der Provinz Samarkand im heutigen Usbekistan. Die Analyse und Erstbeschreibung wurde von Ch. N. Karpowa, Je. A. Konkowa, E. D. Larkin und W. F. Saweljew (russisch Х. Н. Карпова, Е. А. Конькова, Э. Д. Ларкин, В. Ф. Савельев) durchgeführt und 1958 im Fachmagazin Berichte der Akademie der Wissenschaften der Usbekischen SSR (russisch Доклады Академии наук УзССР) veröffentlicht. Benannt wurde das Mineral von den Erstbeschreibenden nach dem berühmten persischen Arzt Abū Alī ibn Sīnā, besser bekannt als Avicenna.
Da der Avicennit bereits im Gründungsjahr der International Mineralogical Association (IMA) bekannt und als eigenständige Mineralart anerkannt war, wurde dies von ihrer Commission on New Minerals, Nomenclature and Classification (CNMNC) übernommen und bezeichnet den Avicennit als sogenanntes „grandfathered“ (G) Mineral. Die seit 2021 ebenfalls von der IMA/CNMNC anerkannte Kurzbezeichnung (auch Mineral-Symbol) von Avicennit lautet „Avc“.
Das Typmaterial des Minerals wird im Mineralogisches Museum, benannt nach A. J. Fersman (FMM) in Moskau unter der Inventarnummer vis5689 aufbewahrt.

## Klassifikation
Bereits in der veralteten 8. Auflage der Mineralsystematik nach Strunz gehörte der Avicennit zur Mineralklasse der „Oxide und Hydroxide“ und dort zur Abteilung „M2O3- und verwandte Verbindungen“, wo er gemeinsam mit Bixbyit-(Mn) in der „Bixbyit-Reihe“ mit der Systemnummer IV/C.03 steht.
In der zuletzt 2018 überarbeiteten Lapis-Systematik nach Stefan Weiß, die formal auf der alten Systematik von Karl Hugo Strunz in der 8. Auflage basiert, erhielt das Mineral die System- und Mineralnummer IV/C.03-020. Dies entspricht ebenfalls der Abteilung „Oxide mit dem Stoffmengenverhältnis Metall : Sauerstoff = 2 : 3 (M2O3 und verwandte Verbindungen)“, wo Avicennit zusammen mit Kangit, Panguit und Yttriait-(Y) eine unbenannte Gruppe mit der Systemnummer IV/C.03 bildet.
Die von der International Mineralogical Association (IMA) zuletzt 2009 aktualisierte 9. Auflage der Strunz’schen Mineralsystematik ordnet den Avicennit in die erweiterte Abteilung „Metall : Sauerstoff = 2 : 3, 3 : 5 und vergleichbare“ ein. Diese ist weiter unterteilt nach der relativen Größe der beteiligten Kationen. Das Mineral ist hier entsprechend seiner Zusammensetzung in der Unterabteilung „Mit mittelgroßen Kationen“ zu finden, wo es zusammen mit Bixbyit-(Fe) und Bixbyit-(Mn) die „Bixbyitgruppe“ mit der Systemnummer 4.CB.10 bildet.
In der vorwiegend im englischen Sprachraum gebräuchlichen Systematik der Minerale nach Dana hat Avicennit die System- und Mineralnummer 04.03.08.01. Das entspricht ebenfalls der Klasse der „Oxide und Hydroxide“ und dort der Abteilung „Oxide“. Hier findet er sich innerhalb der Unterabteilung „Einfache Oxide mit einer Kationenladung von 3+ (A2O3)“ als einziges Mitglied in einer unbenannten Gruppe mit der Systemnummer 04.03.08.

## Kristallstruktur
Avicennit kristallisiert in der kubischen Raumgruppe Ia3 (Raumgruppen-Nr. 206) mit dem Gitterparameter a = 10.55 Å sowie 16 Formeleinheiten pro Elementarzelle.

## Bildung und Fundorte
Avicennit bildet sich sekundär durch Oxidation von Carlinit in der Verwitterungszone (auch Oxidationszone) von Hämatit-Calcit-Gängen, die gebänderte marmorisierte und verkieselte Kalksteine in der Granit-Gneis-Kontaktzone durchschneiden. Neben den bereits genannten Mineralen kann Avicennit unter anderem noch mit Quarz oder Parapierrotit vergesellschaftet sein.
Als sehr selten vorkommendes Mineral konnte Avicennit nur in wenigen Proben aus weltweit bisher rund 10 dokumentierten Vorkommen nachgewiesen werden. Seine Typlokalität Dschusumli in der Provinz Samarkand ist dabei der bisher einzige bekannte Fundort in Usbekistan.
Deutsche und österreichische Fundorte sind nicht bekannt und der bisher ebenfalls einzige dokumentierte Fundort in der Schweiz ist ein Erzausbiss bei Erzmatt in der Gemeinde Buus im Kanton Basel-Landschaft.
Weitere bisher bekannte Fundorte sind unter anderem der Kreis He in der Provinz Anhui und Tibet im Kreis Lhorong in der Volksrepublik China, Allchar in  Nordmazedonien, das Khokhoy-Goldfeld am gleichnamigen Fluss Khokhoy, einem rechten Nebenfluss der Amga in der zur russischen Föderation gehörenden in der Republik Sacha (Ferner Osten) sowie die Goldmine Carlin bei Elko (Nevada) und die Thallium-Prospektion am Lookout Pass bei Little Valley im Tooele County (Utah) in den Vereinigten Staaten von Amerika.
Ein weiteres Vorkommen am Berg Nasaasaaq im Ilimmaasaq-Komplex im Südwesten Grönlands gilt bisher als nicht bestätigt und daher fraglich.

## Vorsichtsmaßnahmen
Avicennit zählt aufgrund des hohen Thalliumanteils zu den giftigsten Mineralen, beim Umgang damit ist daher große Vorsicht geboten.